# D–20
A D–20 (M–55 jelzéssel is ismert) vontatott tarackágyú. A 152 mm-es M 1937, más néven ML–20 típusjelű löveget váltotta fel. Részegységei nagyrészt megegyeznek a 122 mm-es űrméretű, D–74 típusjelű tábori ágyúéval, fejlesztésük párhuzamosan folyt. A D–20-at az Uralmas vállalat OKB–9 jelű tervezőirodájában fejlesztették ki Fjodor Fjodorovics Petrov főkonstruktőr vezetésével. Tervezése már a második világháború után elkezdődött, de a sorozatgyártású példányok csak az 1950-es évek közepén jelentek meg.
Tüzelésnél a löveg alaplapját letámasztják, így stabil lesz, a kerekeket tehermentesítésük céljából felemelik. Ezt a tábori löveget nehéz, kétkamrás csőszájfékkel látták el. Módosított, D–22 (2A33) típusjelű változatát építették a 2SZ3 Akacija önjáró lövegbe. A D–20 volt az első szovjet löveg, amely alkalmas volt harcászati atomlőszerek kilövésére. A szovjet időkben vegyi töltetű lőszerek is rendszeresítve voltak hozzá. Rakéta-póthajtású lövedékkel a lőtávolság elérte a 24 km-t.

## Műszaki adatok
- Gyártó: Szovjetunió
- Kezelők száma: 8–10 fő
- Űrméret: 152,4 mm
- Csőhossz: 5195 mm
- Tömeg harchelyzetben: 5650 kg
- Tömeg menethelyzetben: 5700 kg
- Lőszer tömege: 43,51 kg
- Lövedék kezdősebessége: 600 (670) m/s
- Maximális Lőtávolság: 17 410 m (24 000 m)
- Tűzgyorsaság: 5-6 lövés/perc
- Póthajtásos gránát: van
- Emelkedési szög: -5°, + 45°
- Oldalszög: 58°
- Teljes hosszúság: 8,69 m
- Teljes szélesség: 2,32 m
- Teljes magasság: 1,92 m vontatva
- Vontatási mód: AT–SZ; Ural–375; Ural-4320; Tatra 813 típusú tehergépkocsik.
- Vontatási sebesség: 60 km/h.

## Típusváltozatok
- M1985 – Romániában a D–20 alapján kifejlesztett löveg
- "66-os típus" – Kínában gyártott változat